# Denigastrura tetrophthalma
Genre
Espèce
Synonymes
- Hypogastrura tetrophthalma Denis, 1928

Denigastrura tetrophthalma, unique représentant du genre Denigastrura, est une espèce de collemboles de la famille des Hypogastruridae.

## Distribution
Cette espèce se rencontre en Afrique de l'Est.

## Étymologie
Ce genre est nommé en l'honneur de Jean Marcel Robert Denis.

## Publications originales
- Denis, 1928 : Sur deux Collemboles de la Somalie italienne. Le dimorphisme sexuel de Vertagopus minos sp. n. Bollettino della Societa Entomologica Italiana, vol. 60, p. 1-6.
- Stach, 1949 : The Apterygotan Fauna of Poland in Relation to the World-Fauna of this group of Insects. Families: Neogastruridae and Brachystomellidae. Polska Akademia Umiej tno ci, Acta monographica Musei Historiae Naturalis, Kraków, p. 1-341.